# 키나발루산
키나발루산(말레이어: Gunung Kinabalu)은 보르네오섬에서 가장 높은 산이다. 말레이시아 사바주에 위치하며, 세계유산인 키나발루 국립공원으로 지정되어 보호되고 있다. 말레이시아에서 가장 높은 산이며, 말레이 제도에서는 인도네시아의 푼착자야산, 푼착트리코라산, 푼착만달라산에 이어 네 번째로 높은 산이다.

## 같이 보기
- 키나발루 공원